# Эдимпи
Эдимпи (фр. Edimpi) — деревня в Чаде, расположенная на территории региона Тибести. Входит в состав департамента Восточное Тибести.

## Географическое положение
Деревня находится в северо-западной части Чада, в центральной части плоскогорья Тибести, на высоте 1532 метров над уровнем моря.
Эдимпи расположен на расстоянии приблизительно 1039 километров к северо-северо-востоку (NNE) от столицы страны Нджамены.

## Климат
Климат Эдимпи характеризуется как аридный жаркий (BWh в классификации климатов Кёппена).

## История
Австрийский этнолог Петер Фукс упоминает в своей книге «Die Völker der Südost-Sahara: Tibesti, Borku, Ennedi», выпущенной в 1961 году, об ожесточенных боях между различными группами народа тубу за контроль над деревнями Адерке, Ванофу и Эдимпи. В результате указанные населённые пункты были захвачены представителями племени тайзера.

## Транспорт
Ближайший аэропорт расположен в городе Бардаи.